# 薩金特鎮區 (伊利諾伊州道格拉斯縣)
薩金特鎮區（英語：Sargent Township）是位於美國伊利諾伊州道格拉斯縣的一個行政鎮區。

## 地方資料
根據2010年美國人口普查的數據，薩金特鎮區的面積為121.80平方千米，當中陸地面積為121.60平方千米，而水域面積為0.20平方千米。當地共有人口281人，而人口密度為每平方千米2.31人。